# Елефтерія Арванітакі
Елефтерія Арванітакі (грец. Ελευθερία Αρβανιτάκη; 17 жовтня 1957, Пірей) — грецька співачка.

## Творча біографія
Елефтерія Арванітакі народилася у Піреї, хоча родина походить з острова Ікарія. Її двоюрідний брат — австралійський кінорежисер грецького походження Ентоні Мараш.
Співочу кар'єру розпочала у 1980-х роках, приєднавшись до гурту «Οπισθοδρομική Κομπανία». 1981 року вийшов альбом Вангеліса Германоса під назвою «Ta Barakia». Одну з пісень виконувала Елефтерія. Невдовзі вона залишила гурт та почала готувати свій власний перший сольний альбом. 1984 року відбувся реліз альбому, який отримав назву «Eleftheria Arvanitaki».
У серпні 2004 року Елефтерія Арванітакі взяла участь в церемонії закриття Олімпійських ігор в Афінах. Вона виступала на декількох WOMAD (World of Music, Arts and Dance) та інших фестивалях. 2006 року брала участь у Різдвяному концерті «Frostroses» у Рейк'явіку, Ісландія, як частина групи виконавців під назвою «European Divas». Серед інших «дів» були Сіссель Ширшебо (Норвегія), Eivør Pálsdóttir (Фарерські острови), Петула Кларк (Велика Британія), Ragga Gisla (Ісландія) і Патрісія Бардон (Ірландія).
Завдяки укладеному контракту із джазовим лейблом Verve (дочірній лейбл Universal Music Group) відбулися міжнародні релізи альбомів Арванітакі. Пізніше Verve передав її студії звукозапису EmArcy Records, який фокусується на розвитку місцевих європейських джазових талантів до світового рівня.
14 березня 2010 року грецький канал Alpha TV опублікував рейтинг співачок національної фонографічної ери. Елефтерія Арванітакі посіла у ньому 6 сходинку.